# Horváth Szabolcs (színművész)
Horváth Szabolcs (Kaposvár, 1988. április 1. –) magyar színész.

## Életpályája
A helyi Munkácsy Mihály Gimnáziumban érettségizett. 2009-2014 között a Kaposvári Egyetem színművész szakos hallgatója volt. 2014-2019 között a K2 Színházban dolgozott. 2019-től a Vígszínház színésze.

### Családja
Felesége Molnár G. Nóra színésznő.

## Színházi szerepei

### Vígszínház
- Képzelt beteg – Purgó, Argan orvosa
- Inkognitó – Húszas-harmincas férfi  – Henry Maison, Michael Wolf, Hans Albert Einstein, Ben Murphy, Freddy Myers, Greg Barraclough
- Az apa – Egy férfi
- Kabaré – Ernst Ludwig, berlini őslakos
- A diktátor – Schultz hadnagy
- Az üvegcipő – Őrmester
- Csáth és démonai – Brenner József, alias Csáth Géza/Boér Kálmán
- A padlás – Meglökő, óriási szellem, 560 éves, néma
- Ármány és szerelem – Wurm, a miniszter magántitkára
- Egy szerelem három éjszakája – Károly, költő
- Az ember, aki elvesztette az időt – Kristóf, a fia

## Filmes és televíziós szerepei
- Ki vagy te (2023) ...Frida apja
- Doktor Balaton (2022) ...Bártai
- 200 első randi (2019)
- Nofilter (2019) ...Zoli
- Tóth János (2018) ...Achilles
- Jóban Rosszban (2015, 2020) ...Kézdi Ákos
- A renitens (2025) ...Fekete Tamás